# Anochetus emarginatus
Anochetus emarginatus är en myrart som först beskrevs av Fabricius 1804.  Anochetus emarginatus ingår i släktet Anochetus och familjen myror. Inga underarter finns listade i Catalogue of Life.